# Wetterkreuz (Goldberggruppe)
Das Wetterkreuz ist eine undeutliche 2045 m ü. A. hohe Kammerhebung in der Goldberggruppe der Zentralalpen im österreichischen Bundesland Salzburg.

## Lage und Umgebung
Der Gipfel des Wetterkreuzes erhebt sich an der Grenze zwischen den Gemeinden Dorfgastein im Osten und Rauris im Westen. Zu den Bergen in der Umgebung zählen die 2129 m ü. A. hohe Mooseckhöhe im Norden und der 2146 m ü. A. hohe Seebachkatzenkopf im Süden. Am Wetterkreuz entspringen mehrere Zubringer des Karbachs, der über den Gaisbach in die Rauriser Ache entwässert.
Almen am Berg sind die Präaualm in der Ortschaft Luggau im Osten und die Karalm in der Ortschaft Marktrevier im Westen. Der Weitwanderweg Salzburger Almenweg verläuft über die Präaualm. Der Dorfgasteiner Teil des Wetterkreuzes liegt im Eigenjagdgebiet Dorferalpe, der Rauriser Teil im Eigenjagdgebiet Karalpe.

## Geologie
Der Gipfelbereich des Wetterkreuzes ist von Marmor, Phyllit und Glimmerschiefer des Tauernfensters (Penninikum) geprägt. Daran schließen Phyllit, Quarzit und Brekzien an.

## Fauna und Flora
Der in der Gemeinde Rauris liegende Teil des Wetterkreuzes gehört zu einer Gamswild-Ruhezone, die 1. Dezember bis 31. Mai nicht betreten werden darf. Beim Gipfel wächst die Gämsheide (Loiseleuria procumbens), etwas unterhalb die Rostblättrige Alpenrose (Rhododendron ferrugineum).